# Диамантина
Диамантина (порт. Diamantina) — муниципалитет в Бразилии, входит в штат Минас-Жерайс. Составная часть мезорегиона Жекитиньонья. Входит в экономико-статистический микрорегион Диамантина. Население составляет 44 229 человек на 2006 год. Занимает площадь 3869,830 км². Плотность населения — 11,4 чел./км².

## История
Город основан 6 марта 1838 года.

## Статистика
- Валовой внутренний продукт на 2003 год составляет 130 589 693,00 реалов (данные: Бразильский институт географии и статистики).
- Валовой внутренний продукт на душу населения на 2003 год составляет 2951,65 реалов (данные: Бразильский институт географии и статистики).
- Индекс развития человеческого потенциала на 2000 год составляет 0,748 (данные: Программа развития ООН).

## География
Климат местности: горный тропический. В соответствии с классификацией Кёппена, климат относится к категории Cwb.